# Nikolaj Milioti
Nikolaj Dmitrijevitsj Milioti (Russisch: Николай Дмитриевич Милиоти), ook wel geschreven als Millioti (Moskou, 16 januari 1874 - Parijs, 26 december 1962) was een Russisch kunstschilder. Hij was een vertegenwoordiger van het Russisch symbolisme.

## Biografie
Milioti studeerde aan de School voor Schilderkunst, Beeldhouwkunst en Architectuur van Moskou. Vervolgens vervolmaakte hij zich in Parijs in de academie van Filippo Colarossi, de academie van Cesare Vitti en bij  de Académie Julian en James Whistler. Weer in Rusland werd hij lid van de kunstenaarskringen De Blauwe Roos, Unie van Russische Schilders (1904) en Mir Iskoesstva (Kunstwereld, 1910). In 1917 verliet hij Rusland en verhuisde hij naar Berlijn en in 1918 naar de Verenigde Staten. Vanaf 1923 woonde hij in Parijs.
Hij nam deel aan de herfstsalon van Parijs (vanaf 1906) en aan de tentoonstellingen Russische Kunst (Parijs en Berlijn, 1906), De Blauwe Roos (Moskou, 1907), De Kroon (Sint-Petersburg, 1908), Sezession (Wenen, 1908-1909), Baltische tentoonstelling (Malmö, 1914), Russische Kunst (Brussel, 1928) en Russische schilders van de Parijse groep (Parijs, 1932). Hij was de broer van kunstschilder Vasili Milioti, eveneens actief in de symbolistische kring De Blauwe Roos.
Werken van Milioti bevinden zich in de collecties van het Tretjakovmuseum in Moskou, het Russisch Museum in Sint-Petersburg en het Museum voor Schone Kunsten van de Republiek Tatarstan.

## Galerij

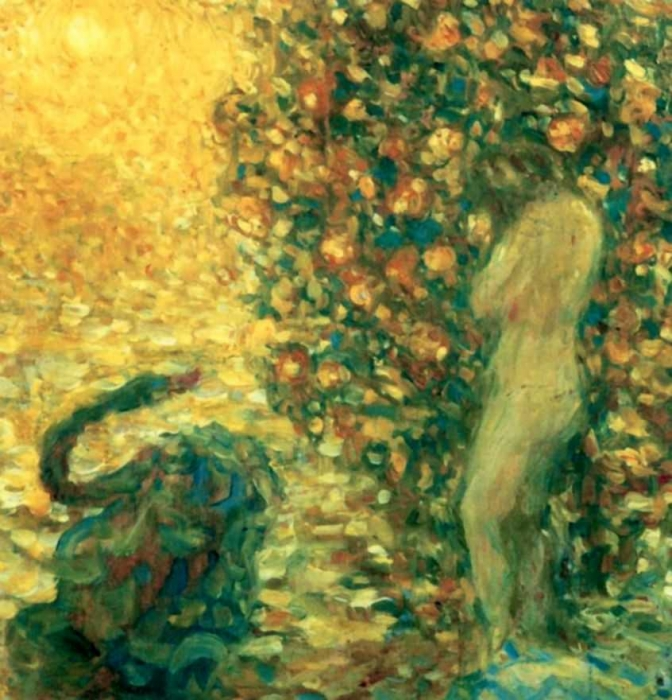
Leda en de zwaan, 1901
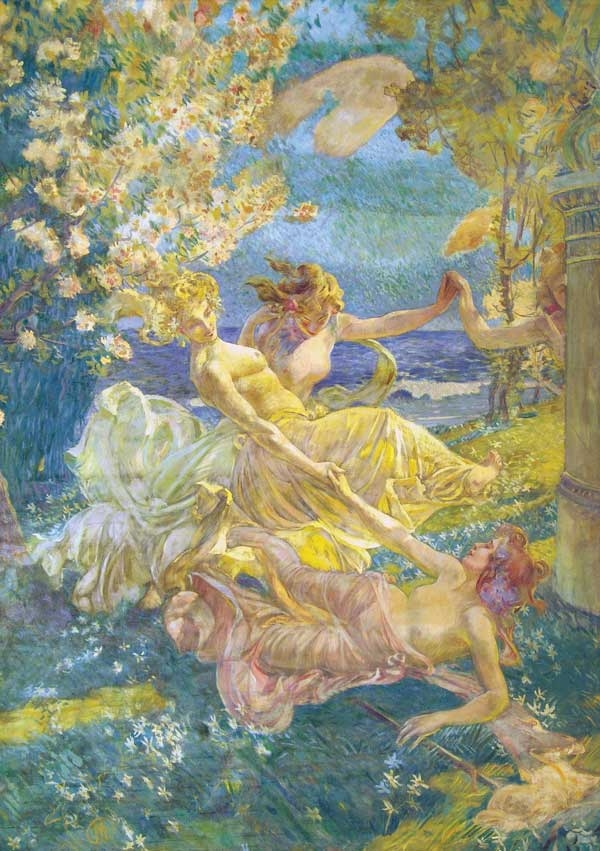
De drie nimfen, 1902
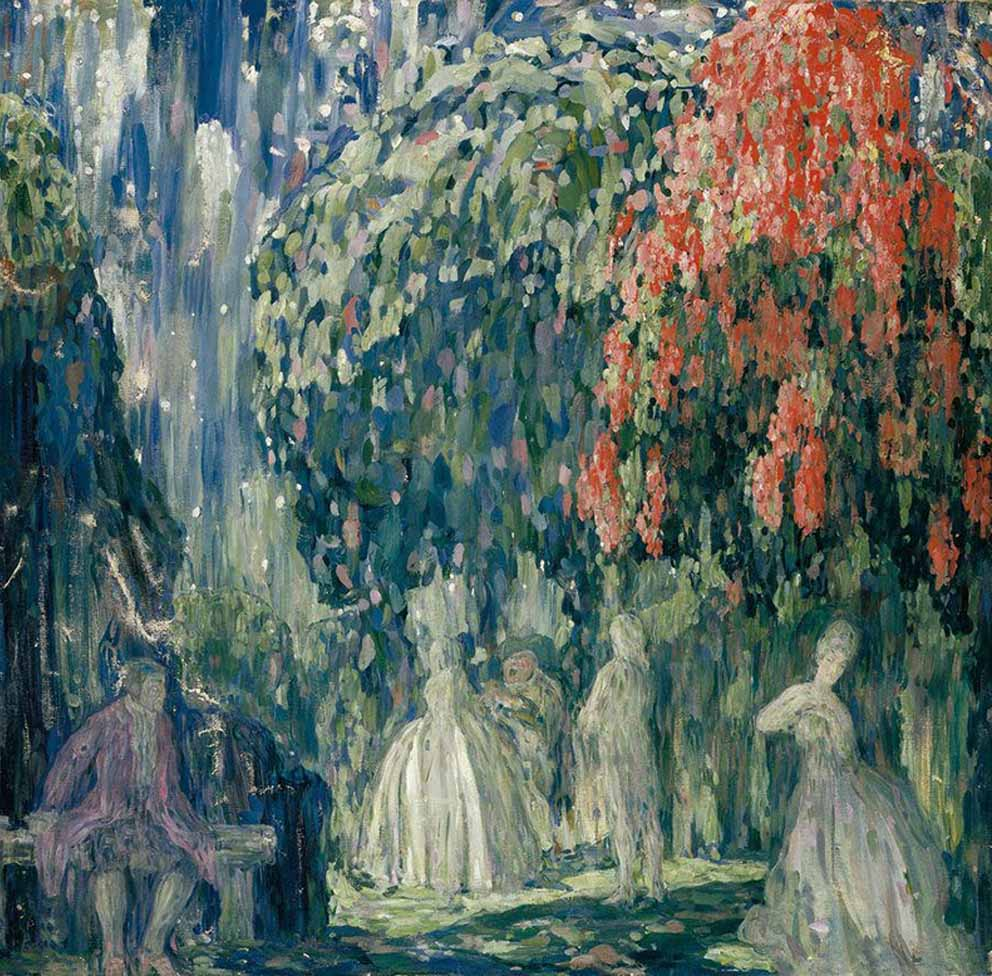
Avondfeest, 1903
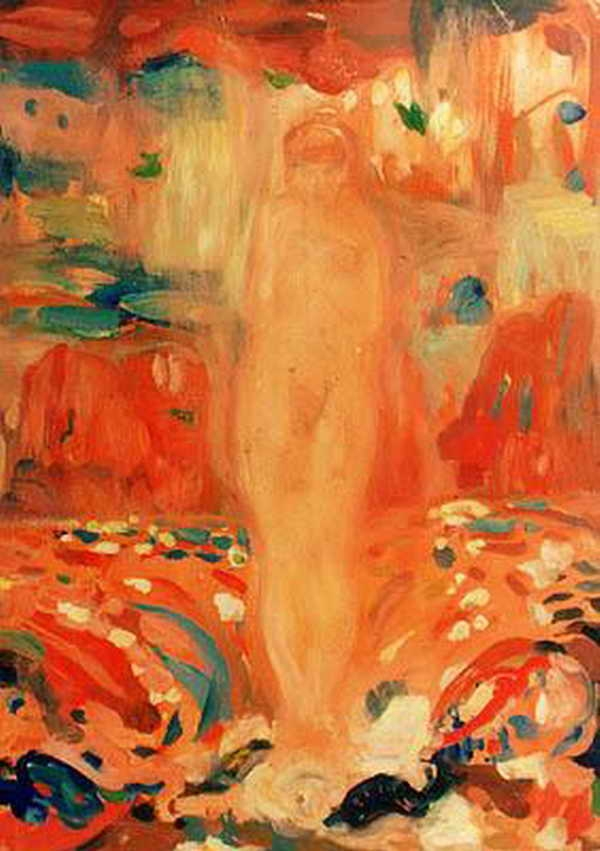
Venus, 1907
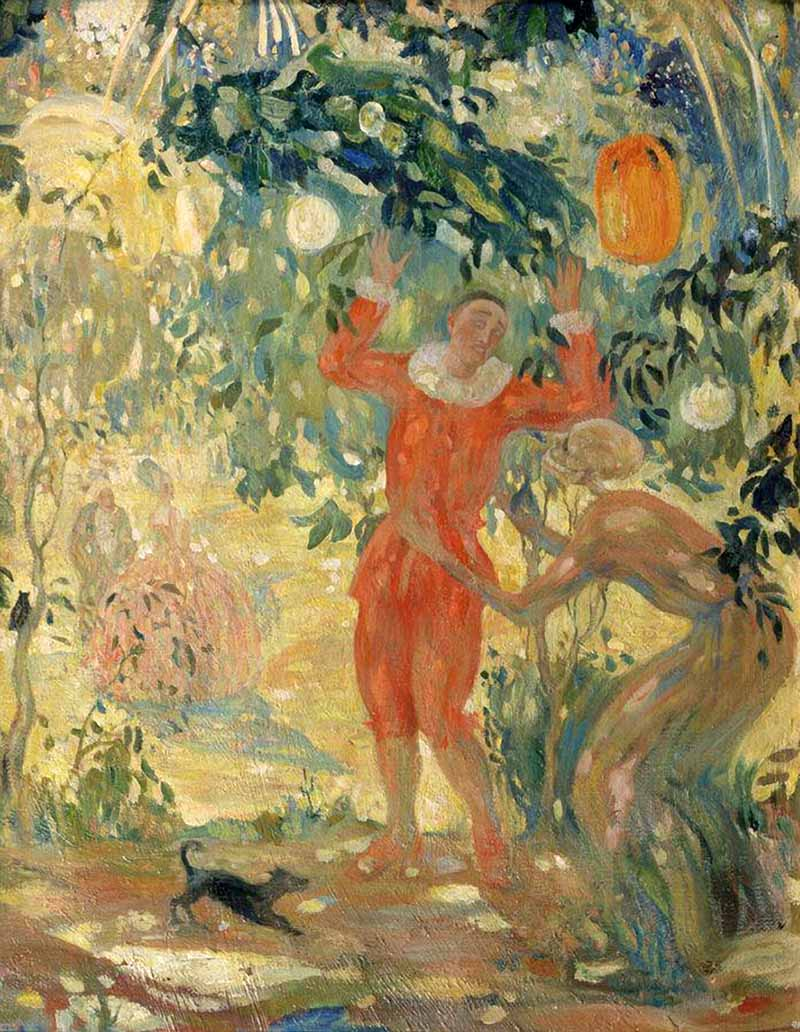
Pierrot en de dood, 1913

- International Standard Name Identifier: 0000 0000 6709 097X
- Library of Congress Control Number: no2009028427
- RKD-Nederlands Instituut voor Kunstgeschiedenis: 56130
- Union List of Artist Names: 500057187
- Virtual International Authority File: 78996554
- WorldCat: E39PBJtMqvKvCJPV6M7ycj8Bfq